# Hymns to the Silence
Albums de Van Morrison
Enlightenment
(1990) The Best of Van Morrison Volume Two
(1993)
Hymns to the Silence est le vingtième album studio du chanteur irlandais Van Morrison. Il s'agit aussi de son premier album double. Il est enregistré au cours de l'année 1990 pour être publié en 1991 sur le label Polydor. Lorsque l'album sort, il atteint la cinquième place du classement des albums britanniques et reçoit des avis positifs de la part des critiques. L'utilisation par Morrison de divers styles musicaux est bien accueillie, il est par ailleurs le seul guitariste sur l'album. La chanson "Carrying a Torch" figurait également sur l'album de Tom Jones du même titre, ainsi que trois autres compositions de Morrison du présent album, "Some Peace Of Mind", "I'm Not Feeling It Anymore" et "It Must Be You". Toutes les quatre, sur l'album de Jones, ont été produites par Van Morrison, les autres ont été produites par John Hudson.

## Composition et enregistrement
L'album a été enregistré lors de sessions aux WoolHall Studios de Beckington, Townhouse et Westside Studios, à Londres avec Mick Glossop comme ingénieur, sauf pour la chanson "Take Me Back" qui a été enregistrée en 1990 aux Pavilion Studios de Londres avec Martin Hayles et Mick Glossop comme ingénieurs.

## Contenu de l'album
Toutes les chansons sont écrites et composées par Van Morrison sauf indication contraire.
| 1.  | Professional Jealousy                                               | 3:42 |
| 2.  | I'm Not Feeling It Anymore                                          | 6:34 |
| 3.  | Ordinary Life                                                       | 3:29 |
| 4.  | Some Peace of Mind                                                  | 6:24 |
| 5.  | So Complicated                                                      | 3:18 |
| 6.  | I Can't Stop Loving You (Gordon) Avec The Chieftains                | 3:54 |
| 7.  | Why Must I Always Explain? (en)                                     | 3:50 |
| 8.  | Village Idiot                                                       | 3:13 |
| 9.  | See Me Through, Pt. 2 (Just a Closer Walk with Thee) (traditionnel) | 3:10 |
| 10. | Take Me Back                                                        | 9:11 |

| 1.  | By His Grace                                         | 2:34 |
| 2.  | All Saints Day                                       | 2:28 |
| 3.  | Hymns to the Silence                                 | 9:42 |
| 4.  | On Hyndford Street                                   | 5:17 |
| 5.  | Be thou my vision (Traditionnel) avec The Chieftains | 3:49 |
| 6.  | Carrying a Torch                                     | 4:26 |
| 7.  | Green Mansions                                       | 3:38 |
| 8.  | Pagan Streams                                        | 3:38 |
| 9.  | Quality Street (Morrison - Mac Rebennack)            | 3:57 |
| 10. | It Must Be You                                       | 4:08 |
| 11. | I Need Your Kind of Loving                           | 4:31 |

## Musiciens
- Van Morrison - chant, guitare, harmonica, saxophone alto
- Steve Pearce - basse
- Nicky Scott - basse
- Terry Disley - piano
- Neil Drinkwater - accordéon, piano, synthétiseur
- Georgie Fame - piano, orgue Hammond, choeurs
- Eddie Friel - piano, orgue Hammond, synthétiseur
- Derek Bell - synthétiseur
- Candy Dulfer - saxophone alto
- Steve Gregory - flûte, saxophone baryton
- Kate St John - cor anglais
- Haji Ahkba - bugle
- Carol Kenyon - chœurs
- Katie Kissoon - chœurs
- Dave Early - batterie, percussions
- Paul Robinson - batterie
- The Chieftains - Sur I Can't Stop Loving You et Be thou my vision